# Nueva Zelanda en los Juegos Olímpicos de Roma 1960
Nueva Zelanda estuvo representada en los Juegos Olímpicos de Roma 1960 por un total de 37 deportistas que compitieron en 9 deportes.  
El portador de la bandera en la ceremonia de apertura fue el atleta Les Mills.

## Medallistas
El equipo olímpico neozelandés obtuvo las siguientes medallas:
| Nombre         | Deporte   | Competición |
| -------------- | --------- | ----------- |
| Oro            |           |             |
| Peter Snell    | Atletismo | 800 m M     |
| Murray Halberg | Atletismo | 5000 m M    |
| Plata          |           |             |
| —              |           |             |
| Bronce         |           |             |
| Barry Magee    | Atletismo | Maratón M   |